# Odnoklassniki
Odnoklassniki, OK.ru (em russo:  Одноклассники; em português:  Colegas de classe) é uma rede social voltada a colegas de classe e antigos amigos. É popular na Federação Russa e nas ex-repúblicas soviéticas. O website foi desenvolvido por Albert Popkov em 4 de março de 2006.
Atualmente, o site possui mais de 200 milhões de usuários cadastrados e 45 milhões de visitantes únicos diários. Os usuários devem ter pelo menos sete anos para fazer uma conta. As receitas no primeiro trimestre de 2008 para Odnoklassniki totalizaram US$ 3,3 milhões. Em comparação com as médias da internet, os usuários de Odnoklassniki.ru tendem a ter menos de 35 anos, e eles tendem a ser homens que ganham menos de US$ 30 000 que têm educação de pós-graduação e navegam em casa. O site é particularmente popular entre os usuários em Uzbequistão, Quirguistão, Armênia, Azerbaijão e Geórgia.
O servidor que hospeda ok.ru está localizado na rede da Golden Telecom em Moscou, Rússia. A linguagem de programação usada no site é Java e o idioma principal usado para o conteúdo textual do site é russo. O site está usando o servidor web Apache Tomcat.
O site ganhou o Prêmio Runet em 2006 e 2007.
Em maio de 2017, o presidente ucraniano Petro Poroshenko, assinou um decreto para impor uma proibição ao Mail.ru e suas redes sociais amplamente utilizadas, incluindo VKontakte e Odnoklassniki, como parte de suas contínuas sanções à Rússia por sua anexação da Crimeia e o envolvimento na Guerra Civil no Leste da Ucrânia. O movimento foi amplamente criticado como a censura, o Repórteres sem Fronteiras condenou a proibição, chamando-a de "medida desproporcional que compromete seriamente o direito do povo ucraniano à informação e à liberdade de expressão". Os entrevistados em uma pesquisa on-line no site da UNION declararam que 66% estavam "categoricamente contra" a proibição de sites russos e outros 11% disseram que seria mais fácil "proibir toda a internet, como na Coreia do Norte".